# Кастелветере сул Калоре
Кастелвѐтере сул Кало̀ре (на италиански: Castelvetere sul Calore) е село и община в Южна Италия, провинция Авелино, регион Кампания. Разположено е на 750 m надморска височина. Населението на общината е 1698 души (към 2010 г.).